# 法政大学中学校・高等学校
法政大学中学校・高等学校（ほうせいだいがくちゅうがっこう・こうとうがっこう）は、東京都三鷹市牟礼に所在し、中高一貫教育を提供する私立中学校・高等学校。
高等学校において、中学校から入学した内部進学の生徒と、高等学校から入学した外部進学の生徒との間で、第1学年から混合してクラスを編成する併設混合型中高一貫校。略称は「法政高校」「法政大高」など。改称前の略称は「法政一高」など。

## 概要
「確かな学力と豊かな人間力を育てること」、「自治の精神にあふれた規律ある学校」、「大学と連携し、地域とともに歩む学校をつくること」を目標として掲げている。スポーツ面においては高校野球やラグビーなどで実績がある。
2007年度に東京都武蔵野市吉祥寺東町から東京女子大学牟礼キャンパスの跡地へ移転し、同時に男女共学化した。名称は法政大学第一中学校・高等学校から法政大学中学校・高等学校と変更。
2006年度には文部科学省が指定する「スーパー・イングリッシュ・ランゲージ・ハイスクール (Super English Language High School)」の指定校になった。生徒会が主催する学園祭「プラタナス祭」は雑誌にも掲載され、毎年1万人の人出を集める人気イベントである。

## 校是
- 「自主・自律」

## 教育目標
- 「学ぶ喜び」
- 「誠実・礼儀」
- 「キャリア・クリエーション」

## 沿革
- 1936年 - 法政中学校を旧東京府東京市麹町区富士見町（現・法政大学市ヶ谷キャンパス内）に創立。
- 1946年 - 帝国美術学校（現・武蔵野美術大学）の校地を購入し、北多摩郡武蔵野町吉祥寺 (現・武蔵野市吉祥寺東町) に移転。
- 1947年 - 旧制法政中学校に新学制による中学校を併設。
- 1948年 - 新学制による法政大学第一中学校・高等学校を開設。
- 1971年 - 高等学校、服装自由化。制服（これまでは学生服）着用の義務がなくなる。
- 1986年 - 創立50周年記念会館落成。
- 1992年 - 特別教室棟落成（コンピュータ室、LL教室、美術実習室、理科講義室）。
- 2007年 - 三鷹市牟礼に移転し、中・高同時に男女共学化を実施。ブレザーの制服が着用義務化になり、校名を法政大学第一中学校・高等学校から法政大学中学校・高等学校に改称。

## 法政大学への推薦
- 系列校の法政大学には、高校での成績が一定基準に達していれば進学できる。各学部への希望は、高校3年間の総合成績等の成績上位順に決定される。2009年度（2010年3月卒業）は卒業生の85.6%が内部進学した。
- 他大学を受験する場合、2006年度の高3生までは国公立大学以外を受験すると、内部推薦入学の権利を放棄しなければならなかったが、2007年度の高3生からは、法政大学に存在しない学部を受験する場合にのみ法政大学への内部推薦入学の権利をもったまま全ての大学を受験することができるようになった。
- 他大学への進学者は少ない。国公立大学に進学する者は毎年若干名である。

## 交通
電車
- 京王井の頭線 井の頭公園駅から徒歩12分。

バス
出典 : 
| 乗車駅   | 系統                                                | 下車停留所              | 運行事業者 |
| -------- | --------------------------------------------------- | ----------------------- | ---------- |
| 久我山駅 | 鷹64                                                | 「西ヶ原」、徒歩5分     | ■京王バス  |
| 吉祥寺駅 | 吉12                                                | 「牟礼西ヶ原」、徒歩5分 | ■小田急    |
| 吉祥寺駅 | 吉01・吉02・吉03・吉04・吉05 吉06・吉13・吉14・吉15 | 「下連雀」、徒歩12分    | ■小田急    |
| 三鷹駅   | 鷹63                                                | 「下連雀」、徒歩12分    | ■小田急    |

## 地域との関わり
- 吉祥寺駅から法政大学第一中学・高校までの通学路でもあった、五日市街道と女子大通りとを結ぶ市道第5号線（道路延長約570m）は「法政通り」と呼ばれ、地域に定着していた。現在は「美大通り」に名称変更。
- 武蔵野市吉祥寺東町の旧校地は、長谷工コーポレーションに売却し、マンション用地となった。
- 東京都練馬区立野町にあった大グラウンドは、三井不動産に売却し、住宅用地となった。
- 現井の頭キャンパスでエクステンションカレッジを開講している[要説明]。

### 井の頭キャンパス
東京女子大学の旧牟礼キャンパス（三鷹市牟礼。東京女子大学短期大学部→東京女子大学現代文化学部）を、2005年に学校法人法政大学が学校法人東京女子大学から購入し、建物を全部新築して、吉祥寺にあった法政大学第一中学・高校のキャンパス（校地）として2007年に移転開校した。当キャンパスは1951年から東京神学大学、1966年から東京女子大学がキャンパスとして利用してきた歴史があるが、石積みの正門門柱は東京神学大学時代から東京女子大学時代を経て今日まで受け継がれてきているものである。

#### 校地
- 面積：約27,000平米
- 法政大学付属中・高等学校周辺地区 地区計画（都市計画法上の地区計画）

#### 校舎
- 設計：山下設計
- 施工：清水建設・東急建設工事共同企業体
- 竣工：2007年8月
- 構造・規模：RC造、地下1階－地上4階
- 延床面積：約18,000平米

## 著名な出身者

### 文化・芸能
- 石垣佑磨 - 俳優
- 勝新太郎 - 俳優（旧制中学中退）
- 清川新吾 - 俳優
- 佐々木勝彦 - 俳優
- 弓削智久 - 俳優
- ジャッキー吉川 - ミュージシャン
- 杉本真人 - シンガーソングライター
- 深野義和 - ミュージシャン
- SALLY - ミュージシャン
- 島和彦 - 歌手
- 犬童一心 - 映画監督
- 竹下陽平 - フジテレビアナウンサー
- 大村正樹 - フリーアナウンサー
- せんだみつお - タレント
- 柳家東三楼 - 落語家
- 河内真 - 高知放送アナウンサー
- 杉山洋介 - ミュージシャン
- 加藤キーチ - ミュージシャン
- 淡谷三治 - ミュージシャン
- 深野健司 - ラジオ福島アナウンサー
- 香川純也 - テレビ山口アナウンサー
- 田所拓也 - NHKアナウンサー
- 野村明弘 - フリーアナウンサー・スポーツコメンテイター
- 竹野康治郎 - 朝日放送元アナウンサー
- 小林利雄 - プロデューサー
- 菅原知弘 - テレビ朝日アナウンサー
- 鈴木耕一 - 撮影技師
- 水元宏典 - 法学者、一橋大学教授
- 古沢太穂 - 俳人（旧制商業卒）
- 小沢光葵 - TBSアナウンサー

### スポーツ
- 山崎正之 - 元プロ野球選手
- 矢島勝彦- 元プロ野球選手
- 田淵幸一 - 元プロ野球選手・北京五輪 野球日本代表ヘッドコーチ兼打撃コーチ
- 田中善則 - 元社会人野球監督（シダックス）、社会人野球ベストナイン
- 沢村忠 - キックボクサー
- 武村秀夫 - 元法政大学ラグビー部監督・法政大学生命科学部教授
- 渡辺哲也 - 元ラグビー日本代表選手
- 吉田永昊 - ラグビー選手

### 政財界
- 村田紀敏 - セブン&アイ·ホールディングス代表取締役社長兼COO
- 谷口好市 - ラオックス元社長
- 北堀篤 - 秩父市長

## 不祥事
2010年1月、高校の修学旅行で、男性教諭2人が規則を守らなかった高校2年の男子生徒9人に正座をさせるなどの指導をし、うち3人に対して暴力行為を加え、2人に全治2～3週間の怪我を負わせたとして、学校法人法政大学は問題を受け、教諭2人を懲戒解雇、監督責任として校長ら5人を減給処分とし、生徒指導や学校運営についての見直しを実施した。